# Boardman Tasker Prize for Mountain Literature
De Boardman Tasker Prize for Mountain Literature is een jaarlijkse prijs van £3000 voor een auteur van een boek dat bijdraagt aan de bergsport-literatuur. De prijs wordt uitgereikt door de  Boardman Tasker Charitable Trust.
De prijs is in het leven geroepen om Peter Boardman en Joe Tasker na hun dood te herdenken. Beiden kwamen in 1982 om op de noordoostelijke graat van Mount Everest. De prijs kan worden toegekend aan fictie of non-fictie, poëzie of drama, en moet geschreven zijn in of vertaald naar het Engels.

## Winnaars
- 2010 Ron Fawcett met Ed Douglas, Ron Fawcett, Rock Athlete
- 2009 Steve House, Beyond the Mountain
- 2008 Andy Kirkpatrick, Psychovertical
- 2007 Robert Macfarlane, The Wild Places
- 2006 Charles Lind, An Afterclap of Fate: Mallory on Everest
- 2005 Andy Cave, Learning to Breathe en Jim Perrin The Villain: The Life of Don Whillans (twee winnaars)
- 2004 Trevor Braham, When the Alps Cast Their Spell
- 2003 Simon Mawer, The Fall
- 2002 Robert Roper, Fatal Mountaineer
- 2001 Roger Hubank, Hazard's Way
- 2000 Peter and Leni Gillman, The Wildest Dream: Mallory - His Life and Conflicting Passions
- 1999 Paul Pritchard, The Totem Pole: And a Whole New Adventure
- 1998 Peter Steele, Eric Shipton: Everest and Beyond
- 1997 Paul Pritchard, Deep Play: A Climber's Odyssey from Llanberis to the Big Walls
- 1996 Audrey Salkeld, A Portrait of Leni Riefenstahl
- 1995 Alan Hankinson, Geoffrey Winthrop Young: Poet, Mountaineer, Educator
- 1994 Dermot Somers, At the Rising of the Moon
- 1993 Jeff Long, The Ascent
- 1992 Will McLewin, In Monte Viso's Horizon: Climbing All the Alpine 4000m Peaks en Alison Fell, Mer de Glace (twee winnaars)
- 1991 Dave Brown & Ian Mitchell, A View from the Ridge
- 1990 Victor Saunders, Elusive Summits
- 1989 M. John Harrison, Climbers
- 1988 Joe Simpson, Touching the Void
- 1987 Roger Mear & Robert Swan, In the Footsteps of Scott
- 1986 Stephen Venables, Painted Mountains: Two Expeditions to Kashmir
- 1985 Jim Perrin, Menlove: The Life of John Menlove Edwards
- 1984 Linda Gill, Living High: A Family Trek in the Himalayas en Doug Scott & Alex MacIntyre, The Shishapangma Expedition (twee winnaars)